# Cumberland megye (Észak-Karolina)
Cumberland megye az Amerikai Egyesült Államokban, azon belül Észak-Karolina államban található. Megyeszékhelye és legnagyobb városa Fayetteville. Lakosainak száma 334 728 fő (2020. április 1.). Cumberland megye Harnett, Sampson, Bladen, Robeson, Hoke és Moore megyékkel határos.

## Népesség
A megye népességének változása:
| Lakosok száma | 320 246 | 323 784 | 323 011 | 325 871 | 323 838 | 334 728 |
|               | 2010    | 2011    | 2012    | 2013    | 2015    | 2020    |